# Eupithecia arenaria
Eupithecia arenaria är en fjärilsart som beskrevs av W. Warren 1907. Eupithecia arenaria ingår i släktet Eupithecia och familjen mätare. Inga underarter finns listade i Catalogue of Life.